# Camden (Australia)
Camden (Camden Council) - jeden z 38 samorządów lokalnych wchodzących w skład aglomeracji Sydney, największego zespołu miejskiego Australii. Camden usytuowane jest w południowo-zachodnim Sydney i zajmuje powierzchnię 201 km². Liczy 49 645 mieszkańców (2006). 
Władzę ustawodawczą sprawuje dziewięcioosobowa rada, wybierana przy pomocy ordynacji proporcjonalnej w trzech trójmandatowych okręgach wyborczych. Radni wybierają spośród siebie burmistrza i jego zastępcę. Podobnie jak w większości australijskich samorządów, partie polityczne nie odgrywają poważniejszej roli, zaś radni wybierani są jako kandydaci niezależni lub w ramach lokalnych komitetów wyborczych. 
Jednym z pierwszych osadników w Camden był oficer brytyjski John Macarthur, uważany za twórcę australijskiego przemysłu wełniarskiego. John Macarthur sprowadził do Camden pierwsze owce rasy  Merynos

## Galeria

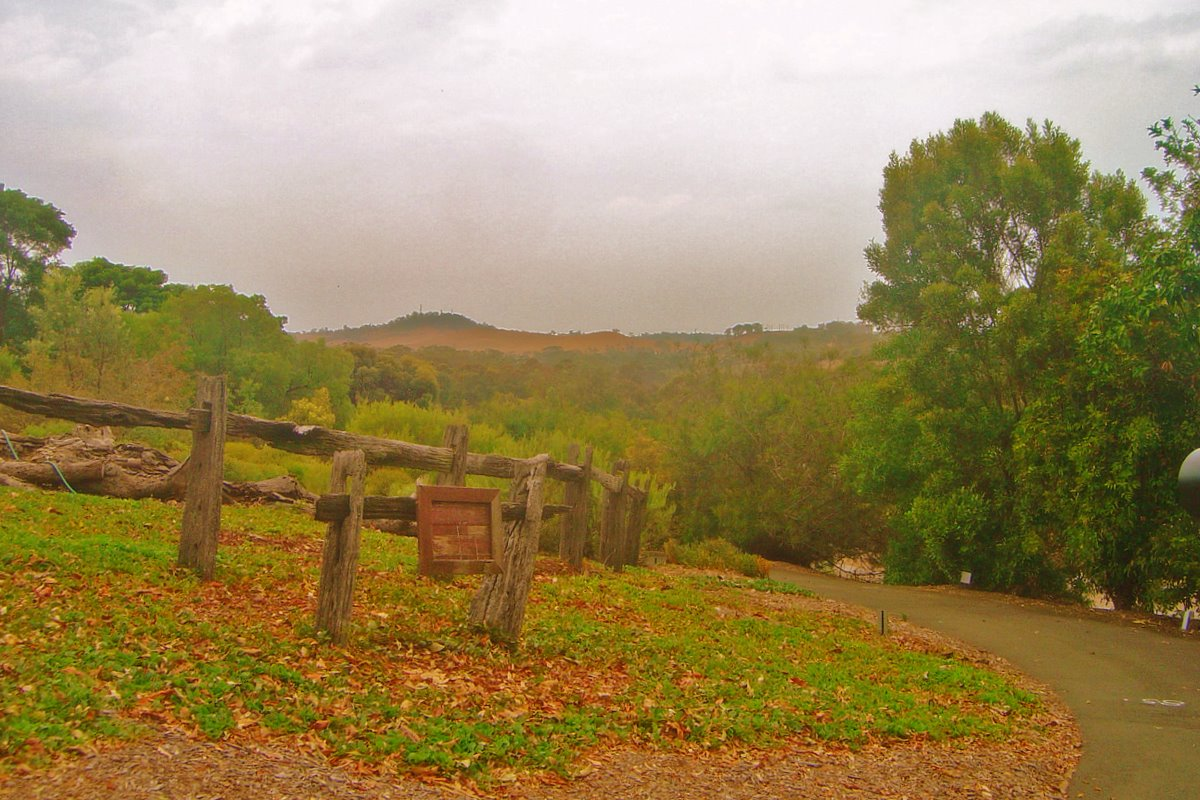
Ogród botaniczny Mount Annan
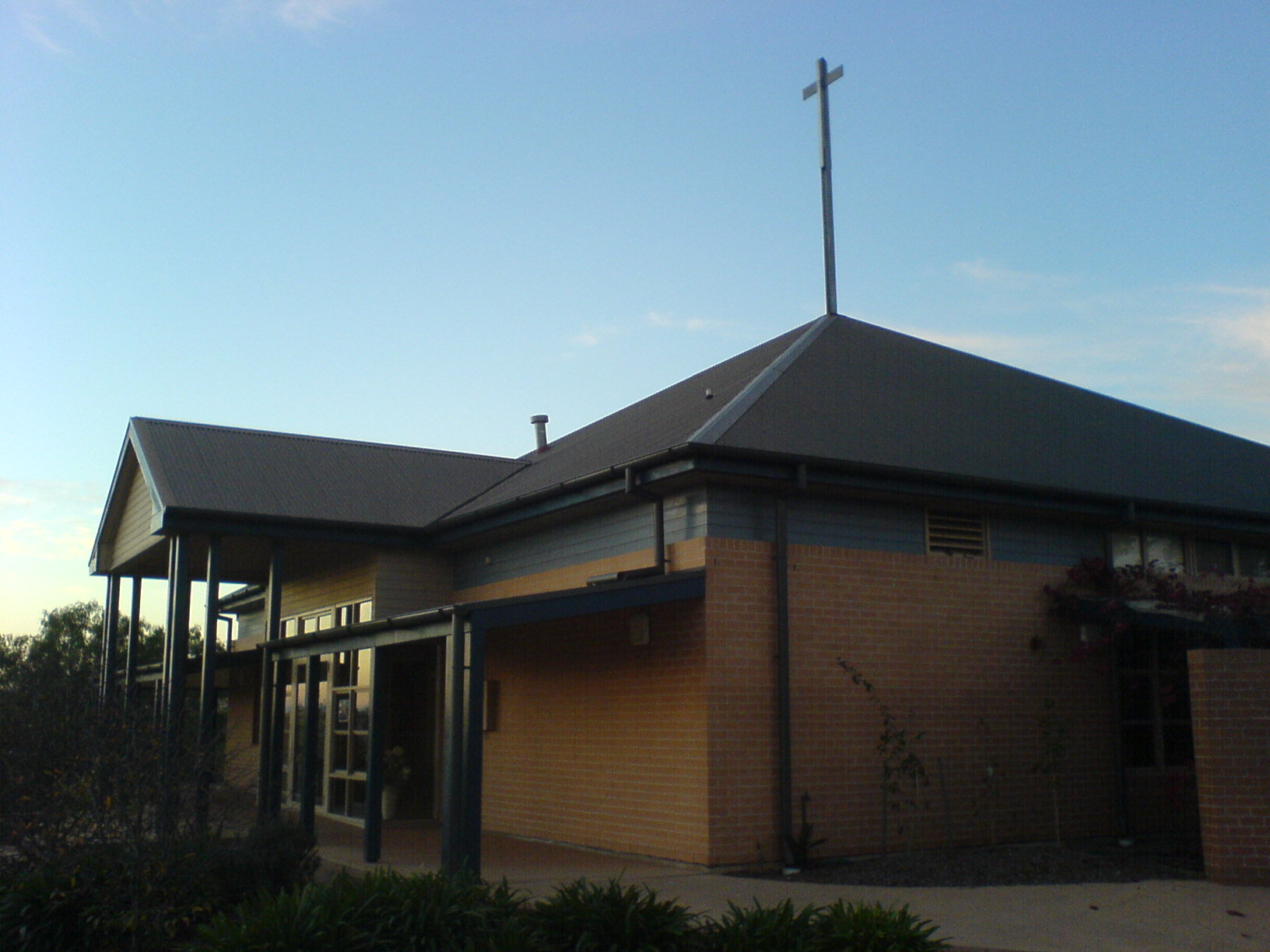
Anglikański kościół św. Tomasza
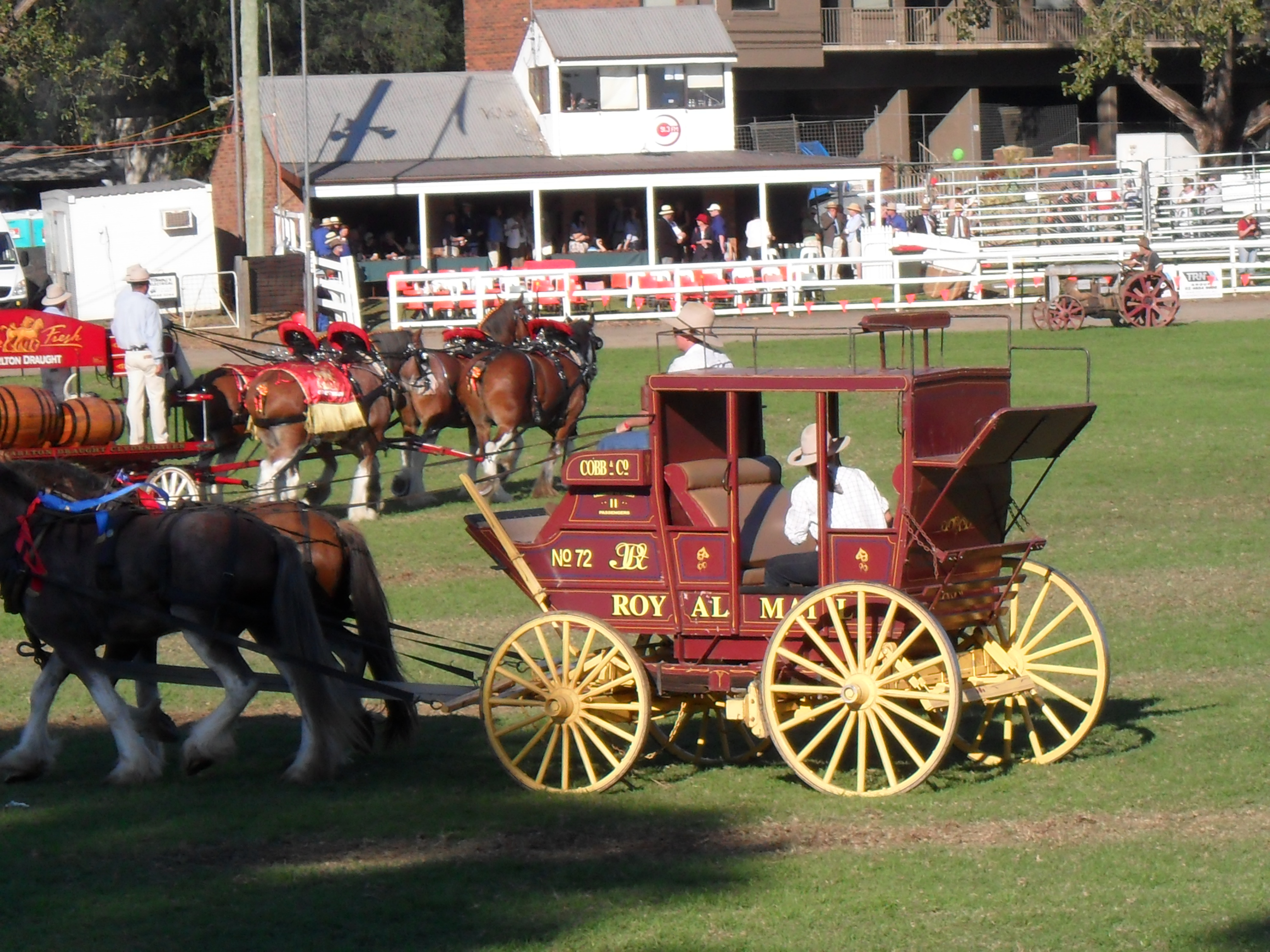
Camden Show 2011
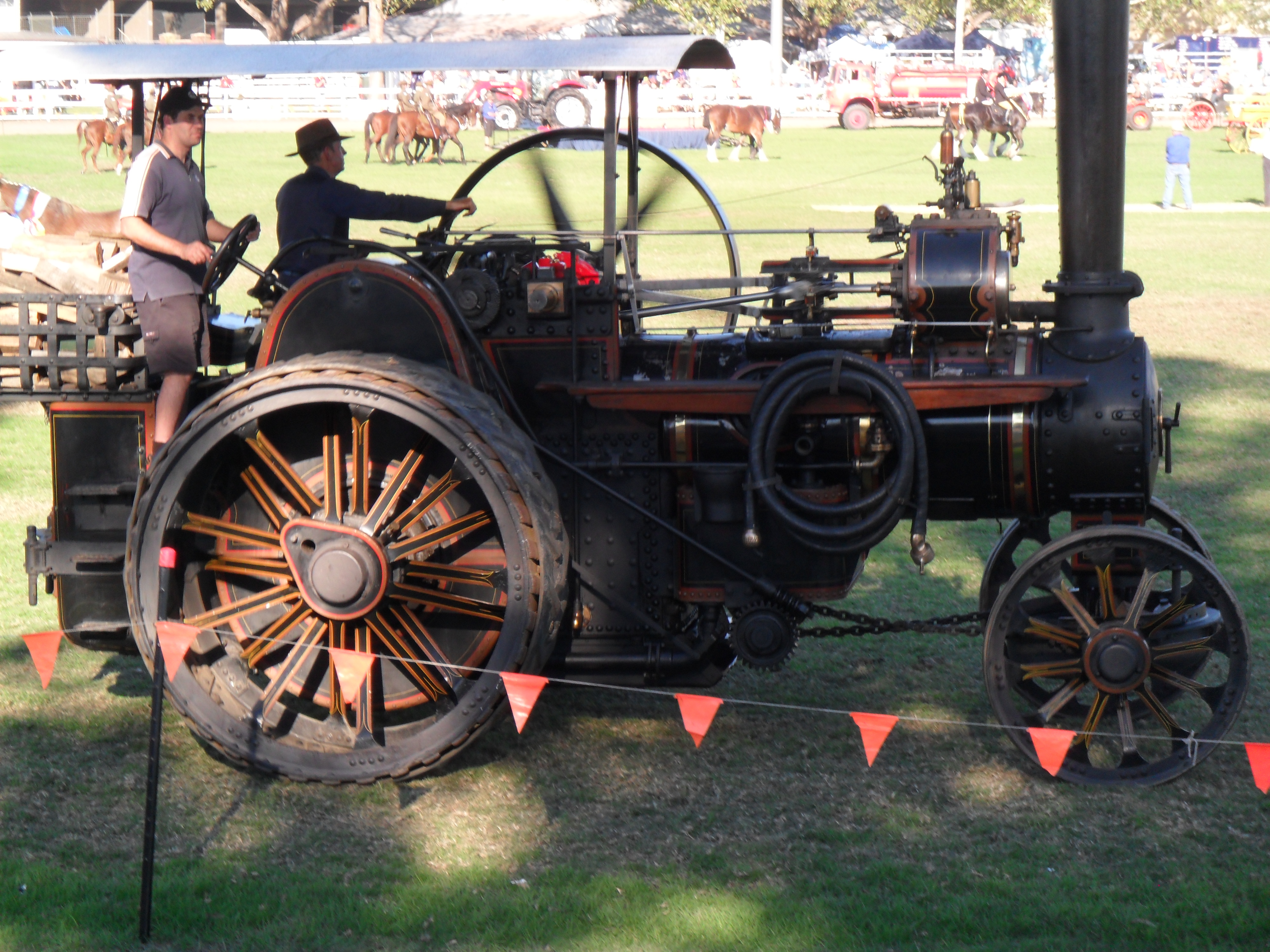
Camden Show 2011
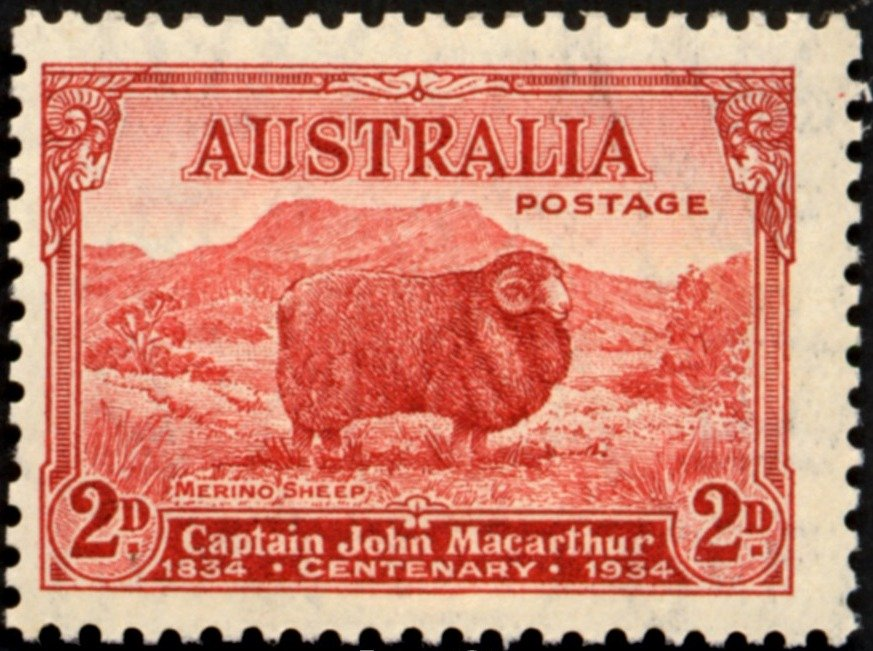
Znaczek pocztowy wydany w  1934r. z okazji stulecia śmierci Johna Macarthura